# Longvic
Longvic település Franciaországban, Côte-d’Or megyében. Lakosainak száma 8787 fő (2022. január 1.). Longvic Dijon, Fénay, Chenôve, Marsannay-la-Côte, Ouges és Neuilly-Crimolois községekkel határos.

## Népesség
A település népességének változása:
| Lakosok száma | 5202 | 8179 | 8273 | 9332 | 8981 | 8981 | 8604 | 8545 | 8631 | 8787 |
|               | 1968 | 1982 | 1990 | 2006 | 2013 | 2015 | 2017 | 2019 | 2020 | 2022 |